# 叶尚福
叶尚福（1938年12月14日—），四川成都人，微波天线专家，中国工程院院士。
1995年，获选中国工程院信息与电子工程学部院士。